# Das kleine Gespenst (Spiel)
Das kleine Gespenst ist ein Brettspiel für Kinder von Kai Haferkamp. Das Spiel erschien 2005 im Kosmos-Verlag und wurde im selben Jahr zum Kinderspiel des Jahres gekürt. Die Idee basiert auf dem gleichnamigen Kinderbuch von Otfried Preußler. Eine Spielrunde symbolisiert die Geisterstunde des kleinen Gespenstes auf der Burg Eulenstein.
Die Regeln des Spieles sind sehr einfach, es ist eine gute Mischung aus Geschicklichkeit und Merkfähigkeit gefragt. Das Spiel ist für zwei bis vier Spieler ausgelegt, die Anzahl der Glasmurmeln lassen aber auch fünf Spieler zu.

## Ausstattung
- 01 Gespenst
- 01 Kugelbahn im Schachteldeckel
- 01 roter Uhrenstab
- 02 Drehscheiben
- 13 Türen mit Magneten
- 13 Plättchen mit Bildern
- 40 Glaskugeln

## Spielziel
Jeder Spieler erhält acht Kanonenkugeln, diese muss er versuchen loszuwerden. Dazu muss er die jeweiligen Symbole richtig aufdecken, die auf der Uhr angezeigt werden. Wer seine Kugeln als erster losgeworden ist, gewinnt.

## Spielablauf
Die Spieler sind reihum am Zug. Der sich am Zug befindliche Spieler dreht die Uhr um eine Stunde vor, dabei wird ein Symbol angezeigt. Dieses Symbol muss er unter den Türen, die Symbole auf dem Spielfeld verdecken, aufdecken, ähnlich wie bei Memory. Die Tür wird dabei mit dem Gespenst aufgedeckt, an welchem ein Magnet befestigt ist, ebenso wie an den Türen. So wird die Geschicklichkeit des Kindes gefördert. Deckt der Spieler das richtige Symbol auf, darf er die Uhr eine weitere Stunde vordrehen. Dies geht solange, bis er entweder zwölf Stunden geschafft oder daneben getippt hat. Für jede Tür, die der Spieler richtig geöffnet hat, darf er nun eine der Kanonenkugeln in die Kugelbahn legen, die mit Vertiefungen ausgestattet ist und in die die Kugeln hineinpassen. Während die anderen Mitspieler von Zehn auf Null herunterzählen, muss der Spieler versuchen, seine Kugeln durch neigen des Feldes in die Vertiefungen zu bringen. Die Kugeln, die nicht versenkt wurden, muss er wieder in seinen Vorrat zurücknehmen. Nun wird die Uhr wieder auf zwölf Uhr gestellt, ohne die Symbole zu bewegen und der nächste Spieler ist an der Reihe.